# جون لاي
جون لاي (بالإنجليزية: John Lie)‏ هو عالم اجتماع أمريكي، ولد في 1959.

## وصلات خارجية
- الموقع الرسمي